# Anopheles philippinensis
Anopheles philippinensis este o specie de țânțari din genul Anopheles, descrisă de Frank Ludlow în anul 1902. Conform Catalogue of Life specia Anopheles philippinensis nu are subspecii cunoscute.